# IC 385
IC 385 ist eine linsenförmige Galaxie vom Hubble-Typ S0 im Sternbild Eridanus am Südsternhimmel. Sie ist rund 194 Millionen Lichtjahre von der Milchstraße entfernt und hat einen Durchmesser von etwa 65.000 Lichtjahren.

Im selben Himmelsareal befinden sich u. a. die Galaxien IC 387, IC 388, IC 389, IC 390.
Das Objekt wurde am 9. Februar 1893 vom französischen Astronomen Stéphane Javelle entdeckt.